# Charles Grawitz
Pour les articles homonymes, voir Grawitz.
Frédéric Charles Grawitz, né à Paris le 15 décembre 1804 et mort à Montpellier le 22 février 1852, est un pasteur protestant français.

## Biographie
Charles Grawitz est le fils de Jean Chrétien Grawitz (1772-1834), natif de Lübbenau et professeur de langues, et de  Suzanne Sophie Simon. Son frère, Augustin Grawitz, négociant à Marseille où il épouse la petite-fille de Jean-Honoré Salavy, est l'arrière grand-père de Madeleine Grawitz.
Il fait ses études au collège de Sorèze, dans le Tarn, où son père est professeur d'allemand et de grec. En 1823, il poursuit sa formation à la faculté de théologie protestante de Montauban, où il obtient une charge de cours de littérature. Il soutient une thèse de baccalauréat en théologie, intitulée Thèse critique sur la langue originale de l’Évangile selon Saint-Matthieu, en 1827. Il est pasteur du consistoire de Montpellier et rédacteur du journal libéral qu'il a créé, L’Écho de la Réforme.

## Vie privée
Il est le père du pasteur libéral Charles Benjamin Grawitz (1840-1918).

## Œuvres
- Sur la langue originale de l’Évangile selon Saint-Mathieu, thèse de baccalauréat en théologie, 1827
- Les mécomptes, stances, sans date
- Le Guerrier homme de bien, la Vie du général Campredon : poème biographique, 1837
- Les dangers du siècle, sermon pour la réception des catéchumènes prononcé le 22 avril 1838
- Sermon sur les calamités publiques, 1840
- Sermons et prières, 1841-1852
- L'écho de la Réforme, périodique libéral montpelliérain créé par Charles Grawitz, 1842-1852
- La lumière et les ténèbres, ou le Christianisme et le socialisme, sermon prononcé le 19 novembre 1849
- Des poèmes dans le journal Le disciple de Jésus-Christ